# Tigliole
Tigliole (piemontiul: Tijòli vagy Tijòle) település Olaszországban, Piemont régióban, Asti megyében. Lakosainak száma 1709 fő (2023. január 1.). Tigliole Asti, Cantarana, San Damiano d’Asti, Villafranca d’Asti és Baldichieri d’Asti községekkel határos.

## Népesség
A település lakossága az elmúlt években az alábbi módon változott:
| Lakosok száma | 1716 | 1724 | 1709 |
|               | 2017 | 2018 | 2023 |